# Amour et Carrefour
Pour les articles homonymes, voir Amour (homonymie) et Carrefour (homonymie).
Pour plus de détails, voir Fiche technique et Distribution.
Amour et Carrefour est un film français réalisé par Georges Péclet, sorti en 1929.

## Fiche technique
- Titre : Amour et Carrefour
- Réalisation : Georges Péclet
- Scénario : Georges Péclet
- Photographie : Jean-Paul Goreaud
- Pays d'origine :  France
- Production : Les Films célèbres
- Date de sortie : France, 6 juillet 1929

## Distribution
- Éliane Tayar : Emma
- Max Lerel : Oscar
- Roberte Béryl : Miss Sterling
- Georges Péclet : Georges